# 第96回都市対抗野球大会予選
第96回都市対抗野球大会予選は、第96回都市対抗野球大会に出場するチームを決定する予選の結果である。コールドゲーム、延長戦のイニングは記載しない。

## 北海道地区

### 1次予選
- 1回戦

東北海道サンライズ　5-1　オール苫小牧
江別ブルーインズ　2-1　北海ブルーウェーブ
ウイン北広島　7-0　TRANSYS
小樽野球協会　20-0　伊達ウォリアーズ
トッキュウブルーローズ　8-0　札幌倶楽部
Feather Home HORNETS　4-0　函館太洋倶楽部
旭川グレート・ベアーズ　10-3　帯広倶楽部VICROSS
航空自衛隊千歳　24-0　ブレーブくしろ
- 2回戦

江別ブルーインズ　6-1　東北海道サンライズ
ウイン北広島　10-7　小樽野球協会
Feather Home HORNETS　7-4　トッキュウブルーローズ
航空自衛隊千歳　7-0　旭川グレート・ベアーズ
- 3回戦

北海道ガス　10-3　江別ブルーインズ
ウイン北広島　11-10　WEEDしらおい
Feather Home HORNETS　10-8　日本製鉄室蘭シャークス
JR北海道硬式野球クラブ　14-6　航空自衛隊千歳
- 2次予選進出決定戦①

北海道ガス　10-3　ウイン北広島
JR北海道硬式野球クラブ　5-4　Feather Home HORNETS
- 2次予選進出決定戦②

Feather Home HORNETS　3-2　ウイン北広島
- 敗者復活1回戦

WEEDしらおい　4-1　江別ブルーインズ
日本製鉄室蘭シャークス　8-3　航空自衛隊千歳
- 敗者復活2回戦

WEEDしらおい　4-0　日本製鉄室蘭シャークス
- 2次予選進出決定戦③

WEEDしらおい　7-5　ウイン北広島
北海道ガス、JR北海道硬式野球クラブ、Feather Home HORNETS、 WEEDしらおいが2次予選へ進出

### 2次予選
（札幌市円山球場）

- 代表決定リーグ戦

JR北海道硬式野球クラブ　14-4　WEEDしらおい
北海道ガス　5-4　Feather Home HORNETS
WEEDしらおい　10-3　Feather Home HORNETS
JR北海道硬式野球クラブ　7-1　北海道ガス
北海道ガス　8-1　WEEDしらおい
JR北海道硬式野球クラブ　12-0　Feather Home HORNETS
JR北海道硬式野球クラブが本大会へ進出

## 東北地区

### 青森県1次予選
- リーグ戦

弘前アレッズ　11-2　キングブリザード
全弘前倶楽部　9-2　キングブリザード
弘前アレッズ　7-0　全弘前倶楽部
弘前アレッズが東北2次予選へ進出

### 岩手県1次予選
- クラブ予選1回戦

高田クラブ　9-4　一戸桜陵クラブ
盛岡球友倶楽部　8-1　黒陵クラブ
MKSI BC　8-1　遠野クラブ
赤崎野球クラブ　20-16　宮古倶楽部
一関ベースボールクラブ　12-3　花巻硬友倶楽部
オール江刺　10-0　北上REDS
盛友クラブ　13-6　釜石野球団
久慈クラブ　不戦勝　滝沢スイカーズ
- クラブ予選2回戦

盛岡球友倶楽部　11-1　高田クラブ
MKSI BC　7-5　赤崎野球クラブ
オール江刺　14-1　一関ベースボールクラブ
久慈クラブ　14-7　盛友クラブ
- 1回戦

トヨタ自動車東日本　9-2　オール江刺
水沢駒形野球倶楽部　5-0　MKSI BC
JR盛岡　6-5　盛岡球友倶楽部
久慈クラブ　16-1　住田硬式野球クラブ
- 準決勝（代表決定戦）

トヨタ自動車東日本　12-0　水沢駒形野球倶楽部
JR盛岡　9-0　久慈クラブ
- 第3代表決定戦

水沢駒形野球倶楽部　8-0　久慈クラブ
- 決勝

トヨタ自動車東日本　9-2　JR盛岡
トヨタ自動車東日本、JR盛岡、水沢駒形野球倶楽部が東北2次予選へ進出

### 秋田県1次予選
- 1回戦

ゴールデンリバース　10-0　能代松陵クラブ
- 2回戦

JR秋田　15-2　秋田王冠クラブ
互大設備ダイヤモンドクラブ　5-4　秋田GLANZ
大曲ベースボールクラブ　10-7　秋田ベースボールクラブ
TDK　15-0　ゴールデンリバース
- 準決勝（代表決定戦）

JR秋田　14-1　互大設備ダイヤモンドクラブ
TDK　13-0　大曲ベースボールクラブ
- 決勝

TDK　9-2　JR秋田
TDK、JR秋田が東北2次予選へ進出

### 宮城県1次予選
- 1回戦

マルハン北日本カンパニー　21-0　ハクサン
青葉クラブ　9-1　石巻日和倶楽部
- 2回戦（代表決定戦）

マルハン北日本カンパニー　3-2　東北マークス
日本製紙石巻　17-1　TFUクラブ
JR東日本東北　10-0　青葉クラブ
七十七銀行　9-1　大崎トリプルクラウン
- 準決勝

日本製紙石巻　7-2　マルハン北日本カンパニー
JR東日本東北　7-2　七十七銀行
- 第3・第4代表決定戦

七十七銀行　10-0　マルハン北日本カンパニー
- 決勝

JR東日本東北　1-0　日本製紙石巻
JR東日本東北、日本製紙石巻、七十七銀行、マルハン北日本カンパニーが東北2次予選へ進出

### 山形県1次予選
- 1回戦

B-net/yamagata　11-0　片山商会BC
鶴岡野球クラブ　14-9　新庄球友クラブ
- 代表決定戦

B-net/yamagata　11-4　鶴岡野球クラブ
B-net/yamagataが東北2次予選へ進出

### 福島県1次予選
- 1回戦

エフコムベースBC　12-0　ALL北嶺
いわき菊田クラブ　9-8　全白河野球クラブ
FKC　7-1　小峰クラブ
オールいわき　10-0　郡山BBC
- 準決勝

エフコムBC　16-0　いわき菊田クラブ
オールいわき　27-7　FKC
- 代表決定戦

エフコムベースBC　9-0　オールいわき
エフコムベースボールクラブが東北2次予選へ進出

### 東北2次予選
（仙台市民球場、石巻市民球場）

- 1回戦

マルハン北日本カンパニー　3-1　JR盛岡
水沢駒形野球倶楽部　6-5　弘前アレッズ
エフコムBC　3-2　トヨタ自動車東日本
B-net/yamagata　10-8　JR秋田
- 2回戦

TDK　6-1　マルハン北日本カンパニー
日本製紙石巻　10-2　水沢駒形野球倶楽部
七十七銀行　5-1　エフコムBC
JR東日本東北　12-1　B-net/yamagata
- 準決勝

TDK　2-0　日本製紙石巻
JR東日本東北　10-5　七十七銀行
- 第1代表決定戦

JR東日本東北　4-0　TDK
- 敗者復活1回戦

JR盛岡　3-2　エフコムBC
B-net/yamagata　7-3　弘前アレッズ
トヨタ自動車東日本　6-2　マルハン北日本カンパニー
水沢駒形野球倶楽部　4-2　JR秋田
- 敗者復活2回戦

JR盛岡　4-1　B-net/yamagata
トヨタ自動車東日本　7-2　水沢駒形野球倶楽部
- 敗者復活3回戦

日本製紙石巻　9-1　JR盛岡
七十七銀行　5-3　トヨタ自動車東日本
- 敗者復活4回戦

七十七銀行　15-6　日本製紙石巻
- 第2代表決定戦

TDK　9-8　七十七銀行
JR東日本東北、TDKが本大会へ進出

## 北信越地区

### 長野県1次予選
- 1回戦

FedEx　7-4　上田硬式野球倶楽部
佐久コスモスターズ硬式野球クラブ　9-2　長野好球倶楽部
- 準決勝（代表決定戦）

信越硬式野球クラブ　5-1　FedEx
千曲川硬式野球クラブ　8-3　佐久コスモスターズ硬式野球クラブ
- 第3代表決定戦

FedEx　16-0　佐久コスモスターズ硬式野球クラブ
- 決勝

信越硬式野球クラブ　16-0　千曲川硬式野球クラブ
信越硬式野球クラブ、千曲川硬式野球クラブ、FedExが北信越2次予選へ進出

### 新潟県1次予選
- 1回戦

野田サンダーズ　5-3　佐渡軍団
新潟クラブ野球団　5-4　JR新潟
全新潟ブラックス　7-6　五泉クラブ
新潟コンマーシャル倶楽部　12-4　オール飯豊
- 2回戦

野田サンダーズ　14-4　新潟クラブ野球団
新潟コンマーシャル倶楽部　11-0　全新潟ブラックス
- 代表決定戦リーグ戦

新潟コンマーシャル倶楽部　10-5　野田サンダーズ
バイタルネット　13-2　野田サンダーズ
バイタルネット　12-2　新潟コンマーシャル倶楽部
バイタルネット、新潟コンマーシャル倶楽部が北信越2次予選へ進出

### 富山・石川1次予選
- 1回戦

Hard Ball Club 金沢　10-3　富山ベースボールクラブ
- 準決勝（代表決定戦）

ロキテクノ富山　18-1　Hard Ball Club 金沢
IMF BANDITS富山　5-1　伏木海陸運送
- 第3代表決定戦

伏木海陸運送　17-0　Hard Ball Club 金沢
- 決勝

ロキテクノ富山　3-1　IMF BANDITS富山
ロキテクノ富山、IMF BANDITS富山、伏木海陸運送が北信越2次予選へ進出

### 北信越2次予選
（長野オリンピックスタジアム）

- 1回戦

伏木海陸運送　7-6　バイタルネット
信越硬式野球クラブ　7-3　新潟コンマーシャル倶楽部
ロキテクノ富山　7-4　FedEx
IMF BANDITS富山　9-8　千曲川硬式野球クラブ
- 準決勝

信越硬式野球クラブ　8-4　伏木海陸運送
IMF BANDITS富山　5-1　ロキテクノ富山
- 代表決定戦

信越硬式野球クラブ　4-1　IMF BANDITS富山
信越硬式野球クラブが本大会へ進出

## 北関東地区

### 茨城県1次予選
- 1回戦

アゲインベースボールクラブ　10-0　全水戸野球クラブ
茨城ゴールデンゴールズ　12-2　全神栖硬式野球クラブ
茨城トヨペット　7-0　オール日立ドリームズ
茨城日産　7-0　全鹿嶋野球俱楽部
JR水戸　4-3　Tsukuba Club
大宮クラブ　10-2　鹿島レインボーズ
- 2回戦（代表決定戦）

日立製作所　11-1　アゲインベースボールクラブ
茨城ゴールデンゴールズ　4-3　茨城トヨペット
茨城日産　1-0　JR水戸
日本製鉄鹿島　12-2　大宮クラブ
- 準決勝

日立製作所　2-0　茨城ゴールデンゴールズ
日本製鉄鹿島　9-4　茨城日産
- 第3、第4代表決定戦

茨城日産　2-1　茨城ゴールデンゴールズ
- 第1、第2代表決定戦

日本製鉄鹿島　4-3　日立製作所
日本製鉄鹿島、日立製作所、茨城日産、茨城ゴールデンゴールズが北関東2次予選へ進出

### 栃木県1次予選
- 1回戦

コットンウェイ硬式野球倶楽部　11-6　全栃木野球クラブ
鹿沼39　3-1　TSK宇都宮
- 2回戦

鹿沼39　12-7　コットンウェイ硬式野球倶楽部
全足利クラブ　19-0　全那北硬式野球クラブ
宇都宮大学OB野球クラブ　5-0　UKクラブ
- 準決勝（代表決定戦）

エイジェック　8-1　鹿沼39
全足利クラブ　8-0　宇都宮大学OB野球クラブ
- 決勝

エイジェック　6-1　全足利クラブ
エイジェック、全足利クラブが北関東2次予選へ進出

### 群馬県1次予選
- 1回戦

太田球友硬式野球倶楽部　5-1　伊勢崎硬建クラブ
太田暁工業硬式野球クラブ　14-3　オール高崎野球倶楽部
- 準決勝（代表決定戦）

太田暁工業硬式野球クラブ　8-4　太田球友硬式野球倶楽部
- 決勝

SUBARU　13-0　太田暁工業硬式野球クラブ
SUBARU、太田暁工業硬式野球クラブが北関東2次予選へ進出

### 北関東2次予選
（太田市運動公園野球場）

- 1回戦

SUBARU　20-0　茨城ゴールデンゴールズ
日立製作所　8-3　全足利クラブ
エイジェック　3-0　茨城日産
日本製鉄鹿島　10-0　太田暁工業硬式野球クラブ
- 準決勝

SUBARU　6-2　日立製作所
日本製鉄鹿島　9-4　エイジェック
- 第1代表決定戦

SUBARU　5-4　日本製鉄鹿島
- 敗者復活1回戦

全足利クラブ　10-4　茨城ゴールデンゴールズ
茨城日産　12-6　太田暁工業硬式野球クラブ
- 敗者復活2回戦

エイジェック　7-2　全足利クラブ
日立製作所　10-3　茨城日産
- 敗者復活3回戦

日立製作所　4-0　エイジェック
- 第2代表決定戦

日本製鉄鹿島　3-1　日立製作所
SUBARU、日本製鉄鹿島が本大会へ進出

## 南関東地区

### 埼玉県1次予選
- クラブ1回戦

INVENTIVE New wave　6-5　都幾川倶楽部野球団
HOZENnlt　7-2　熊谷ZEROベースボールクラブ
レジェンズ　7-6　新座ダイヤモンドドッグス
全大宮野球団　9-2　武州おおぞら野球団
- クラブ2回戦

INVENTIVE New wave　6-4　川口ゴールデンドリームス
所沢グリーンベースボールクラブ　5-4　HOZENnlt
レジェンズ　20-10　全三郷硬式野球部
全浦和野球団　4-3　全大宮野球団
- クラブ代表決定戦

INVENTIVE New wave　3-2　所沢グリーンベースボールクラブ
レジェンズ　9-8　全浦和野球団
- クラブ決勝

レジェンズ　4-3　INVENTIVE New wave
- 1回戦（代表決定戦）

SUNホールディングスEAST　16-3　レジェンズ
オールフロンティア　6-1　INVENTIVE New wave
- 準決勝

日本通運　11-0　SUNホールディングスEAST
テイ・エス テック　4-2　オールフロンティア
- 第3、第4代表決定戦

オールフロンティア　9-2　SUNホールディングスEAST
- 第1、第2代表決定戦

日本通運　2-1　テイ・エス テック
日本通運、テイ・エス テック、オールフロンティア、SUNホールディングスEASTが南関東2次予選へ進出

### 千葉県1次予選
- 1次1回戦

ハナマウイ　10-0　oceans
千葉熱血MAKING　7-4　ヌーベルベースボールクラブ
八千代Ageベースボールクラブ　5-1　BIG WINGS印西
YBC柏　7-0　サウザンリーフ市原
- 1次準決勝

ハナマウイ　8-1　千葉熱血MAKING
YBC柏　9-5　八千代Ageベースボールクラブ
- 1次3位決定戦

千葉熱血MAKING　9-8　八千代Ageベースボールクラブ
- 1次決勝

YBC柏　9-6　ハナマウイ
- 2次1回戦

YBC柏　6-1　千葉熱血MAKING
ハナマウイ　6-0　JR千葉
- 2次準決勝（代表決定戦）

JFE東日本　6-2　YBC柏
日本製鉄かずさマジック　12-0　ハナマウイ
- 2次決勝

日本製鉄かずさマジック　7-6　JFE東日本
- 2次敗者復活1回戦（代表決定戦）

YBC柏　11-0　JR千葉
千葉熱血MAKING　7-5　ハナマウイ
- 2次敗者復活決勝

YBC柏　4-3　千葉熱血MAKING
日本製鉄かずさマジック、JFE東日本、YBC柏、千葉熱血MAKINGが南関東2次予選へ進出

### 南関東2次予選
（ZOZOマリンスタジアム、千葉県野球場）

- 1回戦

日本製鉄かずさマジック　21-0　SUNホールディングスEAST
テイ・エス テック　10-0　YBC柏
JFE東日本　7-6　オールフロンティア
日本通運　12-1　千葉熱血MAKING
- 準決勝

テイ・エス テック　4-3　日本製鉄かずさマジック
日本通運　2-0　JFE東日本
- 第1代表決定戦

日本通運　3-0　テイ・エス テック
- 敗者復活1回戦

オールフロンティア　9-4　千葉熱血MAKING
YBC柏　1-0　SUNホールディングスEAST
- 敗者復活2回戦

日本製鉄かずさマジック　6-1　オールフロンティア
JFE東日本　6-0　YBC柏
- 敗者復活3回戦

JFE東日本 　3-2　日本製鉄かずさマジック
- 第2代表決定戦

JFE東日本　8-5　テイ・エス テック
日本通運、JFE東日本が本大会へ進出

## 東京地区

### 1次予選
- 1回戦

REVENGE99　15-0　武蔵野クラブ
エスプライド　6-1　東京弥生クラブ
全府中野球倶楽部　4-3　全調布硬式野球倶楽部
西多摩倶楽部　11-4　東京好球倶楽部
CLUB REBASE　13-6　警視庁野球部
Nbuy　9-2　Hogrel baseball club
TOKYO METS　23-2　夕凪SOBULE
- 2回戦

REVENGE99　3-2　ゴールドジムベースボールクラブ
全府中野球倶楽部　3-2　エスプライド
CLUB REBASE　13-12　西多摩倶楽部
TOKYO METS　13-6　Nbuy
- 3回戦（代表決定戦）

全府中野球倶楽部　2-1　REVENGE99
CLUB REBASE　10-1　TOKYO METS
- 第3代表決定戦

REVENGE99　10-7　TOKYO METS
全府中野球倶楽部、CLUB REBASE、REVENGE99が2次予選へ進出

### 2次予選
（明治神宮野球場、大田スタジアム）

- 第1代表決定トーナメント1回戦

CLUB REBASE　10-2　全府中野球倶楽部
明治安田　7-2　REVENGE99
- 第1代表決定トーナメント2回戦

鷺宮製作所　2-0　CLUB REBASE
Honda　10-0　セガサミー
東京ガス　7-4　NTT東日本
JR東日本　1-0　明治安田
- 第1代表決定トーナメント準決勝

鷺宮製作所　8-7　Honda
東京ガス　5-4　JR東日本
- 第1代表決定戦

鷺宮製作所　6-4　東京ガス
- 第2代表決定トーナメント1回戦

Honda　6-1　JR東日本
- 第2代表決定戦

東京ガス　3-2　Honda
（敗者復活）
- 第3代表決定トーナメント1回戦

明治安田　7-5　全府中野球倶楽部（敗退）
CLUB REBASE　9-3　REVENGE99（敗退）
- 第3代表決定トーナメント2回戦

明治安田　8-4　セガサミー
NTT東日本　15-0　CLUB REBASE
- 第3代表決定トーナメント3回戦

明治安田　2-1　NTT東日本
- 第3代表決定トーナメント準決勝

JR東日本　18-11　明治安田
- 第3代表決定戦

Honda　9-2　JR東日本
（敗者再復活）
- 第4代表決定トーナメント1回戦

セガサミー　4-0　CLUB REBASE
- 第4代表決定トーナメント2回戦

NTT東日本　7-5　セガサミー
- 第4代表決定トーナメント準決勝

NTT東日本　6-4　明治安田
- 第4代表決定戦

JR東日本　6-4　NTT東日本
鷺宮製作所、東京ガス、Honda、JR東日本が本大会へ進出

## 西関東地区

### 神奈川県1次予選
- 1回戦

横浜ベイブルース　6-5　湘南ひらつかマルユウベースボールクラブ
WIEN BASEBALL CLUB　7-6　相模原クラブ
全川崎クラブ　4-1　京浜野球倶楽部
国際総合伊勢原クラブ　9-6　横浜中央クラブ
- 2回戦（代表決定戦）

横浜金港クラブ　2-1　横浜ベイブルース
リベラック小田原　5-4　WIEN BASEBALL CLUB
全川崎クラブ　15-8　茅ヶ崎サザンカイツ
国際総合伊勢原クラブ　3-2　横浜球友クラブ
- 準決勝

横浜金港クラブ　9-0　リベラック小田原
全川崎クラブ　16-4　国際総合伊勢原クラブ
- 決勝

全川崎クラブ　8-1　横浜金港クラブ
全川崎クラブ、横浜金港クラブ、リベラック小田原、国際総合伊勢原クラブが西関東2次予選へ進出

### 山梨県1次予選
- 1回戦

山梨球友クラブ　2-1　Arts International Club
TUKUMO BASEBALL CLUB　9-2　桂倶楽部
- 準決勝（代表決定戦）

南アルプス硬式野球クラブ　6-1　山梨球友クラブ
甲斐府中クラブ　13-3　TUKUMO BASEBALL CLUB
- 決勝

甲斐府中クラブ　7-2　南アルプス硬式野球クラブ
甲斐府中クラブ、南アルプス硬式野球倶楽部が西関東2次予選へ進出

### 西関東2次予選
（横浜スタジアム、川崎市等々力球場）

三菱重工Eastは推薦（前回大会優勝）により予選免除
- 1回戦

リベラック小田原　8-3　南アルプス硬式野球倶楽部
- 2回戦

ENEOS　8-3　リベラック小田原
全川崎クラブ　12-5　国際総合伊勢原クラブ
日産自動車　10-0　甲斐府中クラブ
東芝　10-0　横浜金港クラブ
- 準決勝

ENEOS　5-1　全川崎クラブ
東芝　9-6　日産自動車
- 第1代表決定戦

ENEOS　5-0　東芝
- 敗者復活1回戦

リベラック小田原　10-0　国際総合伊勢原クラブ
甲斐府中クラブ　7-4　横浜金港クラブ
- 敗者復活2回戦

日産自動車　8-1　リベラック小田原
全川崎クラブ　12-8　甲斐府中クラブ
- 敗者復活3回戦

日産自動車　3-2　全川崎クラブ
- 第2代表決定戦

東芝　7-2　日産自動車

ENEOS、東芝が本大会へ進出

## 東海地区

### 静岡県1次予選
- 1回戦

浜松ケイ・スポーツBC　14-1　山岸ロジスターズ
焼津マリーンズ　8-1　富士クラブ
- 準決勝

静岡硬式野球倶楽部　9-6　浜松ケイ・スポーツBC
焼津マリーンズ　4-1　ヤマハ発動機野球部
- 代表決定戦

焼津マリーンズ　8-1　静岡硬式野球倶楽部
焼津マリーンズが東海2次予選へ進出

### 愛知県1次予選
- 1回戦

ジェイグループ　9-0　愛知ベースボール倶楽部
寿々硬式野球クラブ　10-2　Fakie Styｌe硬式野球クラブ CENTRAL ARCH
- 準決勝

矢場とんブースターズ　4-3 ジェイグループ
寿々硬式野球クラブ　12-9　BASEBALL ONE BLITZ
- 代表決定戦

寿々硬式野球クラブ　5-2　矢場とんブースターズ
寿々硬式野球クラブが東海2次予選へ進出

### 岐阜・三重1次予選
- 1回戦

日本プロスポーツ専門学校　10-2　岐阜硬式野球倶楽部
三重高虎B.C　6-1　奥伊勢クラブ
- 代表決定戦

三重高虎B.C　4-3　日本プロスポーツ専門学校
三重高虎B.Cが東海2次予選へ進出

### 東海2次予選
（岡崎レッドダイヤモンドスタジアム）

- 第1代表決定トーナメント1回戦

王子　20-2　三重高虎B.C
西濃運輸　10-7　東海理化
三菱自動車岡崎　5-3　焼津マリーンズ
ヤマハ　13-2　ジェイプロジェクト
トヨタ自動車　15-3　寿々硬式野球クラブ
Honda鈴鹿　5-0　日本製鉄東海REX
- 第1代表決定トーナメント2回戦

王子　5-2　東邦ガス
西濃運輸　9-4　三菱自動車岡崎
ヤマハ　5-0　JR東海
トヨタ自動車　9-4　Honda鈴鹿
- 第1代表決定トーナメント準決勝

西濃運輸　9-4　王子
トヨタ自動車　5-4　ヤマハ
- 第1代表決定戦

トヨタ自動車　9-0　西濃運輸
（敗者復活）
- 第2代表決定トーナメント1回戦

ヤマハ　8-1　王子
- 第3代表決定トーナメント1回戦

東海理化　13-1　三重高虎B.C（敗退）
焼津マリーンズ　5-4　ジェイプロジェクト（敗退）
日本製鉄東海REX　9-0　寿々硬式野球クラブ（敗退）
- 第3代表決定トーナメント2回戦

東邦ガス　5-3　東海理化
三菱自動車岡崎　7-0　焼津マリーンズ
JR東海　7-5　日本製鉄東海REX
- 第3代表決定トーナメント準決勝

東邦ガス　8-7　三菱自動車岡崎
Honda鈴鹿　10-4　JR東海
- 第4代表決定トーナメント1回戦

三菱自動車岡崎　11-5　JR東海
- 第4代表決定トーナメント2回戦

三菱自動車岡崎　2-1　王子
- 第2代表決定戦

西濃運輸　4-3　ヤマハ
- 第3代表決定戦

Honda鈴鹿　5-3　東邦ガス
- 第4代表決定戦

三菱自動車岡崎　7-3　ヤマハ
- 第5代表決定戦

ヤマハ　15-1　東邦ガス
（敗者再復活）
- 第6代表決定トーナメント1回戦

東海理化　5-1　焼津マリーンズ
- 第6代表決定トーナメント2回戦

東海理化　5-3　日本製鉄東海REX
- 第6代表決定トーナメント3回戦

JR東海　4-3　東海理化
- 第6代表決定トーナメント準決勝

王子　4-2　JR東海
- 第6代表決定戦

王子　4-1　東邦ガス
トヨタ自動車、西濃運輸、Honda鈴鹿、三菱自動車岡崎、ヤマハ、王子が本大会へ進出

## 近畿地区

### 滋賀県1次予選
- 1回戦

ムラチグループ　15-2　湖南ベースボールクラブ
全大津野球団　6-3　瀬田クラブ
- 準決勝

ムラチグループ　3-1　OBC高島
ルネス紅葉スポーツ柔整専門学校　14-4　全大津野球団
- 代表決定戦

ムラチグループ　10-1　ルネス紅葉スポーツ柔整専門学校
ムラチグループが京都・滋賀・奈良1次予選へ進出

### 京都府1次予選
- 1回戦

京都フルカウンツ　9-7　京都ジャスティス
京都城陽ファイアーバーズ　10-0　山城ベースボールクラブ
三菱自動車京都ダイヤフェニックス　6-0　DBグラッズ
島津製作所　27-1　B－BACKS
- 準決勝

京都フルカウンツ　7-0　京都城陽ファイアーバーズ
島津製作所　6-0　三菱自動車京都ダイヤフェニックス
- 代表決定戦

島津製作所　8-0　京都フルカウンツ
島津製作所が京都・滋賀・奈良1次予選へ進出

### 奈良県1次予選
- 1回戦

帝塚山大学OBクラブ　7-0　GXAジェッツ
NineForce　10-3　関西HANG硬式野球団
- 2回戦

大和高田クラブ　10-0　奈良Friend BASEBALL CLUB
SUNホールディングスWEST　10-0　帝塚山大学OBクラブ
NARA Ambitions club　10-9　NineForce
奈良Jメンテナンス野球クラブ　12-2　一城クラブ
- 準決勝

大和高田クラブ　9-1　SUNホールディングスWEST
奈良Jメンテナンス野球クラブ　9-4　NARA Ambitions club
- 代表決定戦

大和高田クラブ　7-1　奈良Jメンテosoナンス野球クラブ
大和高田クラブが京都・滋賀・奈良1次予選へ進出

### 京都・滋賀・奈良1次予選
- リーグ戦

島津製作所　4-3　ムラチグループ
ムラチグループ　3-2（延長10回タイブレーク）　大和高田クラブ
大和高田クラブ　5-4　島津製作所
大和高田クラブ、島津製作所が近畿2次予選へ進出

### 大阪・和歌山1次予選
- 1回戦

履正社ベースボールクラブ　2-1　泉州大阪野球団
- 2回戦

関西硬式野球クラブ　6-5　 大阪ウイング硬式野球クラブ
マツゲン箕島硬式野球部　19-0　履正社ベースボールクラブ
BASEBALL ONE YAO.BC　7-4　履正社スポーツ専門学校
NSBベースボールクラブ　7-1　大阪ホークスドリーム
- 準決勝

マツゲン箕島硬式野球部　10-2　関西硬式野球クラブ
BASEBALL ONE YAO.BC　10-2　NSBベースボールクラブ
- 代表決定戦

マツゲン箕島硬式野球部　10-0　BASEBALL ONE YAO.BC
マツゲン箕島硬式野球部が近畿2次予選へ進出

### 兵庫県1次予選
- 1回戦

関メディベースボール学院　23-0　KC兵庫
- 2回戦

アスミビルダーズ　8-2　関メディベースボール学院
NOMOベースボールクラブ　7-1　ジェイエフエフシステムズ
YBSホールディングス　10-0　県警桃太郎
金次郎・関西　6-5　JRSレールスターズ
- 準決勝（代表決定戦）

アスミビルダーズ　18-0　NOMOベースボールクラブ
YBSホールディングス　8-0　金次郎・関西
- 決勝

YBSホールディングス　7-2　アスミビルダーズ
YBSホールディングス、アスミビルダーズが近畿2次予選へ進出

### 近畿2次予選
（わかさスタジアム京都）

（1回戦の敗者は敗者復活②へ、それ以外の敗者は敗者復活①へ）
- 第1代表決定トーナメント1回戦

ニチダイ　4-2　マツゲン箕島硬式野球部
YBSホールディングス　4-0　 大阪ガス
日本製鉄瀬戸内　7-0　島津製作所
三菱重工West　7-4　大和高田クラブ
パナソニック　4-2　日本新薬
NTT西日本　10-0　アスミビルダーズ
- 第1代表決定トーナメント2回戦

日本生命　3-1　ニチダイ
YBSホールディングス　4-1　日本製鉄瀬戸内
パナソニック　3-2　三菱重工West
NTT西日本　12-4　ミキハウス
- 第1代表決定トーナメント準決勝

日本生命　2-0　YBSホールディングス
NTT西日本　1-0　パナソニック
- 第1代表決定戦

NTT西日本　4-3　日本生命
（敗者復活①）
- 第2代表決定トーナメント1回戦

パナソニック　5-1　YBSホールディングス
- 第3代表決定トーナメント1回戦

日本製鉄瀬戸内　12-1　ニチダイ
三菱重工West　7-2　ミキハウス
- 第3代表決定トーナメント準決勝

日本製鉄瀬戸内　3-2　三菱重工West（第5代表決定トーナメント1回戦へ）
- 第2代表決定戦

日本生命　3-1　パナソニック
- 第3代表決定戦

日本製鉄瀬戸内　5-1　パナソニック
（敗者復活②）
- 第4代表決定トーナメント1回戦

マツゲン箕島硬式野球部　8-0　島津製作所
アスミビルダーズ　2-1　大和高田クラブ
- 第4代表決定トーナメント2回戦

大阪ガス　2-0　マツゲン箕島硬式野球部
日本新薬　12-2　アスミビルダーズ
- 第4代表決定トーナメント3回戦

大阪ガス　4-3　ミキハウス
日本新薬　14-4　ニチダイ
- 第4代表決定トーナメント4回戦

大阪ガス　2-1　日本新薬
- 第4代表決定トーナメント準決勝

大阪ガス　12-6　YBSホールディングス
- 第5代表決定トーナメント1回戦

YBSホールディングス　11-6　三菱重工West
- 第4代表決定戦

大阪ガス　2-1　パナソニック
- 第5代表決定戦

パナソニック　8-0　YBSホールディングス
NTT西日本、日本生命、日本製鉄瀬戸内、大阪ガス、パナソニックが本大会へ進出

## 中国地区

### 広島県1次予選
- 1回戦

広島ベースボールクラブ　9-8　三原ヤッサベースボールクラブ
- 準決勝

福山ローズファイターズ　7-0　広島ベースボールクラブ
MSH医療専門学校　12-7　広島鯉城クラブ
- 第5代表決定戦

MSH医療専門学校　6-4　福山ローズファイターズ
- 第1、第2代表決定1回戦

JR西日本　8-7　ツネイシブルーパイレーツ
JFE西日本　6-2　伯和ビクトリーズ
- 第1、第2代表決定戦

JFE西日本　8-4　JR西日本
JFE西日本、JR西日本、伯和ビクトリーズ、ツネイシブルーパイレーツ、MSH医療専門学校が中国2次予選へ進出

### 山口県1次予選
- 1回戦

山口防府ベースボールクラブ　15-1　岩国五橋クラブ
日本製鉄山口　15-0　三和テクノイノベーション
- 代表決定戦

日本製鉄山口　7-4　山口防府ベースボールクラブ
日本製鉄山口が中国2次予選へ進出

### 岡山・島根1次予選
- 1回戦

ショウワコーポレーション　7-0　MJG島根
- 準決勝

シティライト岡山　7-1　ショウワコーポレーション
三菱自動車倉敷オーシャンズ　3-0　倉敷ピーチジャックス
- 代表決定戦

シティライト岡山　5-4　三菱自動車倉敷オーシャンズ
- 敗者復活1回戦

倉敷ピーチジャックス　8-5　MJG島根
- 敗者復活2回戦

ショウワコーポレーション　10-2　倉敷ピーチジャックス
- 敗者復活代表決定戦

ショウワコーポレーション　3-0　三菱自動車倉敷オーシャンズ
シティライト岡山、ショウワコーポレーションが中国2次予選へ進出

### 中国2次予選
（倉敷マスカットスタジアム）

- 1回戦

JR西日本　3-2　ツネイシブルーパイレーツ
伯和ビクトリーズ　9-1　MSH医療専門学校
JFE西日本　7-0　ショウワコーポレーション
日本製鉄山口　7-4　シティライト岡山
- 準決勝

JR西日本　2-1　伯和ビクトリーズ
JFE西日本　12-2　日本製鉄山口
- 第1代表決定戦

JR西日本　3-0　JFE西日本
- 敗者復活1回戦

ツネイシブルーパイレーツ　12-2　MSH医療専門学校
ショウワコーポレーション　5-2　シティライト岡山
- 敗者復活2回戦

ツネイシブルーパイレーツ　4-1　日本製鉄山口
伯和ビクトリーズ　4-3　ショウワコーポレーション
- 敗者復活3回戦

伯和ビクトリーズ　3-2　ツネイシブルーパイレーツ
- 第2代表決定戦

JFE西日本　6-0　伯和ビクトリーズ
JR西日本、JFE西日本が本大会へ進出

## 四国地区

### 1次予選
- リーグ戦

四国銀行　9-3　アークバリア
イワキテック　6-2　徳島野球倶楽部
JR四国　8-0　松山フェニックス
松山フェニックス　17-0　徳島野球倶楽部
イワキテック　3-0　アークバリア
四国銀行　2-2(引き分け)　JR四国
JR四国　3-1　イワキテック
四国銀行　2-1　松山フェニックス
徳島野球倶楽部　3-2　アークバリア
四国銀行　18-1　徳島野球倶楽部
JR四国　6-0　アークバリア
イワキテック　5-4　松山フェニックス
松山フェニックス　6-1　アークバリア
JR四国　8-0　徳島野球倶楽部
イワキテック　3-1　四国銀行
JR四国、イワキテック、四国銀行、松山フェニックスが四国2次予選へ進出

### 2次予選
（高知県立春野運動公園野球場）

- 準決勝

JR四国　2-1　松山フェニックス
イワキテック　4-1　四国銀行
- 代表決定戦

JR四国　6-0　イワキテック
JR四国が本大会へ進出

## 九州地区

### 福岡県1次予選
- 1回戦

エーアールライノス　10-1　ARC九州
- 代表決定戦

西部ガス　6-0　エーアールライノス
日産自動車九州　9-3　嘉麻市バーニングヒーローズ
GENESIS　2-0　沖データコンピュータ教育学院
JR九州　7-5　REXパワーズ
西部ガス、日産自動車九州、GENESIS、JR九州が九州2次予選へ進出

### 中九州1次予選
- 1回戦

BEZEL　7-0　九州工科自動車専門学校
佐賀魂　15-3　SUNホールディングス長崎
佐伯市硬式野球団　5-1 九州総合スポーツカレッジ　
- 代表決定戦

Honda熊本　18-0　BEZEL
日本製鉄九州大分　22-0　佐賀魂
佐伯市硬式野球団　3-2　熊本ゴールデンラークス
Honda熊本、日本製鉄九州大分、佐伯市硬式野球団が九州2次予選へ進出

### 南九州1次予選
- 1回戦

宮崎福祉医療カレッジ　9-0　薩摩ライジング
- 準決勝

宮崎梅田学園　8-1　宮崎福祉医療カレッジ
鹿児島ドリームウェーブ　7-0　新海屋
- 代表決定戦

宮崎梅田学園　7-0　鹿児島ドリームウェーブ
宮崎梅田学園が九州2次予選へ進出

### 沖縄県1次予選
- 1回戦

シンバネットワークアーマンズベースボールクラブ　8-4　てるクリニック
ビッグ開発ベースボールクラブ　12-0　クリード安仁屋ベースボールクラブ
- 代表決定戦

沖縄電力　5-1　シンバネットワークアーマンズベースボールクラブ
ビッグ開発ベースボールクラブ　6-5　エナジック
- 敗者復活1回戦

エナジック　20-0　てるクリニック
シンバネットワークアーマンズベースボールクラブ　10-2　クリード安仁屋ベースボールクラブ
- 敗者復活代表決定戦

エナジック　2-0　シンバネットワークアーマンズベースボールクラブ
沖縄電力、ビッグ開発ベースボールクラブ、エナジックが九州2次予選へ進出

### 九州2次予選
（小郡市野球場、久留米市野球場）

- 1回戦

佐伯市硬式野球団　4-0　日産自動車九州
日本製鉄九州大分　3-2　ビッグ開発ベースボールクラブ
宮崎梅田学園　3-2　Honda熊本
エナジック　4-0　GENESIS
- 2回戦

KMGホールディングス　9-1　佐伯市硬式野球団
日本製鉄九州大分　4-3　JR九州
西部ガス　6-3　九州梅田学園
沖縄電力　8-6　エナジック
- 準決勝

KMGホールディングス　4-1　日本製鉄九州大分
西部ガス　12-1　沖縄電力
- 第1代表決定戦

西部ガス　2-1　KMGホールディングス
- 敗者復活1回戦

宮崎梅田学園　12-7　日産自動車九州
エナジック　11-7　ビッグ開発ベースボールクラブ
Honda熊本　14-0　佐伯市硬式野球団
JR九州　7-3　GENESIS
- 敗者復活2回戦

宮崎梅田学園　8-4　エナジック
Honda熊本　6-4　JR九州
- 敗者復活3回戦

日本製鉄九州大分　10-4　宮崎梅田学園
Honda熊本　6-3　沖縄電力
- 敗者復活4回戦

Honda熊本　5-0　日本製鉄九州大分
- 第2代表決定戦

Honda熊本　6-1　KMGホールディングス
西部ガス、Honda熊本が本大会へ進出